# Apollmicke
Apollmicke ist ein Ortsteil der Kreisstadt Olpe im Sauerland und hat sieben Einwohner.

## Geographie
Der Ort befindet sich nordöstlich von Olpe im Veischedetal, einem Seitental zur B 55. Dort grenzt er unmittelbar an die Stadt Lennestadt und die Gemeinde Kirchhundem. Neben der Seitenstraße der B 55 ist Apollmicke aus Richtung Benolpe (B517) über Einsiedelei erreichbar. Der Ort ist umgeben vom 295,85 ha großen Naturschutzgebiet Buchen- und Bruchwälder bei Einsiedelei und Apollmicke.

## Geschichte
Erste urkundliche Erwähnungen der Siedlung Apollmicke sind auf das Jahr 1713 zurückzuführen.
Apollmicke gehörte zur Gemeinde Kirchveischede im Amt Bilstein, ehe es durch das Gesetz zur Neugliederung des Landkreises Olpe in die Stadt Olpe eingemeindet wurde.